# Поларни зец
Поларни зец или арктички зец (Lepus arcticus) је врста двозупца из рода зец (Lepus) породице зечева (Leporidae). Добро је прилагођен животу у арктичкој тундри. Насељава канадски Арктик и Гренланд.

## Опис
Поларни зечеви (Lepus arcticus) имају велика задња стопала са јаким канџама, већи су и имају краће уши од других врста зечева. Достижу дужину од 4,8 до 6 cm и тежину од 3 до 5 kg. Зими им је крзно дуго, густо, мекано и беле боје, а лети је тање и смеђе-сиво, само су им врхови ушију црне боје. Код популација на далеком северу Канаде крзно је бело у току целе године. На прелазу између сезона, женкама се пре мужјака почиње мењати боја крзна. Крзно младунаца је сиво на рођењу, а у летњим месецима је тамније од крзна одраслих јединки.
Младунци се рађају у јуну, потпуно развијени, теже око 105 g. Младунаца у једном окоту буде од 2 до 8, а најчешће их је од 5 до 6.
Дужина живота им је у дивљини од 3 до 5 година, у заточеништву живе краће.

## Исхрана
Поларни зечеви су сваштоједи, углавном се хране лишћем, изданцима и кором дрвенастих биљака (углавном врбе), али и травом, лишајевима и маховином. Такође се хране и месом, укључујући рибу и утробе угинулих карибуа.

## Распрострањеност
Поларни зец (Lepus arcticus) насељава Гренланд и Канадску арктичку тундру у провинцијама Квебек, Њуфаундленд и Лабрадор, Манитоба и територијама Нунавут и Северозападне територије. На северу све до острва Елсмир, на југу до Залива Хадсон и острва Њуфаундленд.

## Станиште
Поларни зечеви (Lepus arcticus) су добро прилагођени на хладно време и снежне падавине. Насељавају тундре, камените висоравни и голе обале, где је просечна дневна температура од марта до новембра -26,9 °C, а просечне снежне падавине су 37,5 cm. Насељава пределе на надморској висини од 0 до 900 метара. Да би се заштитио од мећава, користи природне заклоне (на пример, заклања се иза стења) или прави мала удубљења у снегу.